# Elecciones regionales de Áncash de 2014
Las elecciones regionales de Áncash de 2014 se llevaron a cabo el 5 de octubre de 2014 para elegir al presidente regional, al vicepresidente regional y al Consejo Regional para el periodo 2015-2018. La elección se celebró simultáneamente con elecciones regionales y municipales (provinciales y distritales) en todo el Perú. La segunda vuelta regional se llevó a cabo el 7 de diciembre de 2014.

## Sistema electoral
El Gobierno Regional de Áncash es el órgano administrativo y de gobierno del departamento de Áncash. Está compuesto por el presidente regional, el vicepresidente regional y el Consejo Regional.
La votación se realiza en base al sufragio universal, que comprende a todos los ciudadanos nacionales mayores de dieciocho años, empadronados y residentes en el departamento de Áncash y en pleno goce de sus derechos políticos.
El presidente y vicepresidente regional son elegidos por sufragio directo. Para que un candidato sea proclamado ganador debe obtener no menos de 30 % de votos válidos. En caso ningún candidato logre ese porcentaje en la primera vuelta electoral, los dos candidatos más votados participan en una segunda vuelta o balotaje.
El Consejo Regional de Áncash está compuesto por 24 consejeros elegidos por sufragio directo para un período de cuatro (4) años. La votación es por lista cerrada y bloqueada. Cada provincia del departamento de Áncash constituye una circunscripción electoral. Se asigna a la lista ganadora los escaños según el método d'Hondt. La distribución y el número de consejeros regionales es la siguiente:
| Circunscripción | Escaños | Mapa |
| --- | ------- | ---- |
| Carhuaz(+1), Huari(+1), Huaylas(+1) y Yungay(+1) | 2       |      |
| Aija, Antonio Raimondi, Asunción, Bolognesi, Carlos Fermín Fitzcarrald, Casma, Corongo, Huaraz, Huarmey, Mariscal Luzuriaga, Ocros, Pallasca, Pomabamba, Recuay, Santa y Sihuas | 1       |      |

## Composición del Consejo Regional de Áncash
La siguiente tabla muestra la composición del Consejo Regional de Áncash en la actualidad.
| Partidos | Partidos                                         | Consejeros |
| -------- | ------------------------------------------------ | ---------- |
|          | Movimiento Regional Independiente Cuenta Conmigo | 6          |
|          | Movimiento Acción Nacionalista Peruano           | 5          |
|          | Somos Perú                                       | 2          |
|          | Unión por el Perú                                | 2          |
|          | Partido Aprista Peruano                          | 1          |
|          | Alianza para el Progreso                         | 1          |
|          | Perú Posible                                     | 1          |
|          | Fuerza 2011                                      | 1          |
|          | Restauración Nacional                            | 1          |

## Partidos y candidatos
A continuación se muestra una lista de los principales partidos y alianzas electorales que participaron en las elecciones:
| Candidatura | Candidatura | Partidos y alianzas | Candidato | Candidato                     | Ideología                                                          | Resultado previo | Resultado previo | Ref. |
| Candidatura | Candidatura | Partidos y alianzas | Candidato | Candidato                     | Ideología                                                          | Votos (%)        | Con.             | Ref. |
| ----------- | ----------- | --- | --------- | ----------------------------- | ------------------------------------------------------------------ | ---------------- | ---------------- | ---- |
|             | MANPE       | Lista - Movimiento Acción Nacionalista Peruano (MANPE)                                                                  |           | Gelacio Mautino Ángeles       | Regionalismo ancashino                                             | 13.17%           | 5                |      |
|             | APP         | Lista - Alianza para el Progreso (APP)                                                                                  |           | Tania Ruiz Gómez              | Liberalismo económico Conservadurismo liberal Populismo de derecha | 9.33%            | 1                |      |
|             | APRA        | Lista - Partido Aprista Peruano (APRA)                                                                                  |           | Wilder Calderón Castro        | Aprismo                                                            | 8.54%            | 1                |      |
|             | MIRPA       | Lista - Movimiento Independiente Regional Puro Áncash (MIRPA)                                                           |           | Waldo Ríos Salcedo            | Regionalismo ancashino                                             | 6.54%            | 0                |      |
|             | RSC         | Lista - Movimiento Independiente Regional Río Santa Caudaloso (RSC)                                                     |           | Rosa Bartra Barriga           | Regionalismo ancashino                                             | 6.22%            | 0                |      |
|             | PP          | Lista - Perú Posible (PP)                                                                                               |           | Jesús Alvarado Hidalgo        | Socioliberalismo Democracia liberal Tercera vía                    | 4.22%            | 1                |      |
|             | SP          | Lista - Somos Perú (SP)                                                                                                 |           | Juan Morillo Ulloa            | Democracia cristiana Conservadurismo social                        | 3.33%            | 2                |      |
|             | FP–H        | Lista - Alianza Hora Cero Fuerza Popular (FP–H) – Fuerza Popular (FP) – Movimiento Independiente Regional Hora Cero (H) |           | Luis Haro Ames                | Fujimorismo Populismo de derecha Regionalismo ancashino            | 3.28%            | 1                |      |
|             | UPP         | Lista - Unión por el Perú (UPP)                                                                                         |           | Rosy del Valle Espejo         | Liberalismo Progresismo Socialdemocracia                           | 3.18%            | 2                |      |
|             | RN          | Lista - Restauración Nacional (RN)                                                                                      |           | Ramón Pinedo Castromonte      | Liberalismo económico Humanismo cristiano Evangelismo              | 1.50%            | 1                |      |
|             | AP          | Lista - Acción Popular (AP)                                                                                             |           | Sergio Hung Budinich          | Partido atrapalotodo                                               | 0.83%            | 0                |      |
|             | SU          | Lista - Siempre Unidos (SU)                                                                                             |           | Luis Saavedra Contreras       | Partido atrapalotodo                                               | 0.79%            | 0                |      |
|             | PHP         | Lista - Partido Humanista Peruano (PHP)                                                                                 |           | Luis Luna Villarreal          | Humanismo Socialismo Ecosocialismo                                 | Nuevo            | Nuevo            |      |
|             | PPS         | Lista - Perú Patria Segura (PPS)                                                                                        |           | Víctor Jaimes Alvarado        | Conservadurismo liberal Liberalismo económico                      | Nuevo            | Nuevo            |      |
|             | RA          | Lista - Renovación Ancashina (RA)                                                                                       |           | Jaime Montalvo Peña           | Regionalismo ancashino                                             | Nuevo            | Nuevo            |      |
|             | EM          | Lista - Movimiento Regional El Maicito (EM)                                                                             |           | Arturo Torres Calderón Zárate | Regionalismo ancashino                                             | Nuevo            | Nuevo            |      |
|             | AM          | Lista - Movimiento Regional Ande-Mar (AM)                                                                               |           | Ricardo Narváez Soto          | Regionalismo ancashino                                             | Nuevo            | Nuevo            |      |
|             | UNA         | Lista - Unión Nacionalista Ancashina (UNA)                                                                              |           | Luis Costas Moya              | Regionalismo ancashino                                             | Nuevo            | Nuevo            |      |

## Sondeos de opinión
La siguiente tabla enumera las estimaciones de la intención de voto en orden cronológico inverso, mostrando las más recientes primero y utilizando las fechas en las que se realizó el trabajo de campo de la encuesta. Cuando se desconocen las fechas del trabajo de campo, se proporciona la fecha de publicación.
Leyenda:
     Sondeo realizado en el periodo de prohibición legal de la difusión de sondeos de intención de voto.

### Primera vuelta

#### Intención de voto
La siguiente tabla enumera las estimaciones ponderadas (sin incluir votos en blanco y nulos) de la intención de voto.
| Encuestadora/Medio                    | Fecha             | Muestra | Ricardo Narváez | Waldo Ríos | Rosa Bartra | Gelacio Mautino | Tania Ruiz | Arturo Torres | Dif. |  |  |  |  |
| ------------------------------------- | ----------------- | ------- | --------------- | ---------- | ----------- | --------------- | ---------- | ------------- | ---- |  |  |  |  |
| Encuestadora/Medio                    | Fecha             | Muestra |                 |            |             |                 |            |               |      |  |  |  |  |
| Elecciones regionales de 2014         | 5 oct 2014        | —       | 18.0            | 17.4       | 10.9        | 9.5             | 8.3        | 7.4           | 0.6  |  |  |  |  |
|                                       |                   |         |                 |            |             |                 |            |               |      |  |  |  |  |
| Ipsos Perú/América                    | 5 oct 2014        | ?       | 18.9            | 22.7       | –           | –               | –          | –             | 3.8  |  |  |  |  |
| Datum Internacional/Frecuencia Latina | 5 oct 2014        | ?       | 13.9            | 19.0       | –           | –               | –          | –             | 5.1  |  |  |  |  |
| Ipsos Perú/América                    | 5 oct 2014        | ?       | 17.7            | 27.4       | 11.5        | –               | –          | –             | 9.7  |  |  |  |  |
| Datum Internacional/Frecuencia Latina | 5 oct 2014        | ?       | 15.2            | 22.7       | –           | 13.1            | –          | –             | 7.5  |  |  |  |  |
| CPI/RPP                               | 23–26 sep 2014    | 540     | 21.8            | 16.9       | 13.6        | 11.2            | 5.7        | 9.4           | 4.9  |  |  |  |  |
| Datum Internacional/Frecuencia Latina | 20–22 sep 2014    | 400     | 15.2            | 22.7       | 12.5        | 13.1            | –          | –             | 7.5  |  |  |  |  |
| Ipsos Perú/El Comercio                | 13–16 sep 2014    | 400     | 19.2            | 28.8       | 11.5        | 5.8             | 5.8        | 9.6           | 9.6  |  |  |  |  |
| CPI/RPP                               | 23 may–8 jun 2014 | 300     | 9.8             | 42.4       | 12.2        | 10.9            | –          | –             | 30.2 |  |  |  |  |

#### Preferencias de voto
La siguiente tabla enumera las preferencias de voto en bruto (incluyendo blancos, viciados y sin respuesta) y no ponderadas.
| Encuestadora/Medio            | Fecha             | Muestra | Ricardo Narváez | Waldo Ríos | Rosa Bartra | Gelacio Mautino | Tania Ruiz | Arturo Torres | B/V  | NS/NO | Dif. |  |  |  |
| ----------------------------- | ----------------- | ------- | --------------- | ---------- | ----------- | --------------- | ---------- | ------------- | ---- | ----- | ---- |  |  |  |
| Encuestadora/Medio            | Fecha             | Muestra |                 |            |             |                 |            |               |      |       |      |  |  |  |
| Elecciones regionales de 2014 | 5 oct 2014        | —       | 14.1            | 13.7       | 8.6         | 7.5             | 6.5        | 5.8           | 21.4 | –     | 0.4  |  |  |  |
|                               |                   |         |                 |            |             |                 |            |               |      |       |      |  |  |  |
| Ipsos Perú/El Comercio        | 13–16 sep 2014    | 400     | 10              | 15         | 6           | 3               | 3          | 5             | 15   | 33    | 9.6  |  |  |  |
| CPI/RPP                       | 23 may–8 jun 2014 | 300     | 4.3             | 18.7       | 5.4         | 4.8             | –          | –             | 25.0 | 30.9  | 13.3 |  |  |  |

## Resultados

### Gobierno Regional de Áncash
| Candidatos           | Candidatos                    | Partidos y coaliciones                                      | Primera vuelta 5 oct 2014 | Primera vuelta 5 oct 2014 | Balotaje 7 dic 2014 | Balotaje 7 dic 2014 |  |
| Candidatos           | Candidatos                    | Partidos y coaliciones                                      | Votos                     | %                         | Votos               | %                   |  |
| -------------------- | ----------------------------- | ----------------------------------------------------------- | ------------------------- | ------------------------- | ------------------- | ------------------- |  |
|                      | Waldo Ríos Salcedo            | Movimiento Independiente Regional Puro Áncash (MIRPA)       | 92,784                    | 17.39                     | 328,443             | 65.46               |  |
|                      | Ricardo Narváez Soto          | Movimiento Regional Ande-Mar (AM)                           | 96,006                    | 17.99                     | 173,329             | 34.54               |  |
|                      | Rosa Bartra Barriga           | Movimiento Independiente Regional Río Santa Caudaloso (RSC) | 58,307                    | 10.93                     |                     |                     |  |
|                      | Gelacio Mautino Ángeles       | Movimiento Acción Nacionalista Peruano (MANPE)              | 50,628                    | 9.49                      |                     |                     |  |
|                      | Tania Ruiz Gómez              | Alianza para el Progreso (APP)                              | 44,444                    | 8.33                      |                     |                     |  |
|                      | Arturo Torres Calderón Zárate | Movimiento Regional El Maicito (EM)                         | 39,606                    | 7.42                      |                     |                     |  |
|                      | Juan Morillo Ulloa            | Somos Perú (SP)                                             | 24,150                    | 4.53                      |                     |                     |  |
|                      | Luis Luna Villarreal          | Partido Humanista Peruano (PHP)                             | 23,040                    | 4.32                      |                     |                     |  |
|                      | Rosy del Valle Espejo         | Unión por el Perú (UPP)                                     | 22,252                    | 4.17                      |                     |                     |  |
|                      | Luis Saavedra Contreras       | Siempre Unidos (SU)                                         | 18,390                    | 3.45                      |                     |                     |  |
|                      | Wilder Calderón Castro        | Partido Aprista Peruano (APRA)                              | 16,728                    | 3.13                      |                     |                     |  |
|                      | Luis Haro Ames                | Alianza Hora Cero Fuerza Popular (FP–H)                     | 14,147                    | 2.65                      |                     |                     |  |
|                      | Jesús Alvarado Hidalgo        | Perú Posible (PP)                                           | 8,727                     | 1.64                      |                     |                     |  |
|                      | Jaime Montalvo Peña           | Renovación Ancashina (RA)                                   | 8,370                     | 1.57                      |                     |                     |  |
|                      | Luis Costas Moya              | Unión Nacionalista Ancashina (UNA)                          | 6,222                     | 1.17                      |                     |                     |  |
|                      | Sergio Hung Budinich          | Acción Popular (AP)                                         | 5,136                     | 0.96                      |                     |                     |  |
|                      | Ramón Pinedo Castromonte      | Restauración Nacional (RN)                                  | 2,906                     | 0.54                      |                     |                     |  |
|                      | Víctor Jaimes Alvarado        | Perú Patria Segura (PPS)                                    | 1,814                     | 0.34                      |                     |                     |  |
|                      |                               |                                                             |                           |                           |                     |                     |  |
| Total                | Total                         | Total                                                       | 533,657                   |                           | 501,772             |                     |  |
|                      |                               |                                                             |                           |                           |                     |                     |  |
| Votos válidos        | Votos válidos                 | Votos válidos                                               | 533,657                   | 78.62                     | 501,772             | 83.60               |  |
| Votos en blanco      | Votos en blanco               | Votos en blanco                                             | 78,780                    | 11.61                     | 10,220              | 1.70                |  |
| Votos nulos          | Votos nulos                   | Votos nulos                                                 | 66,346                    | 9.77                      | 88,212              | 14.70               |  |
| Votos emitidos       | Votos emitidos                | Votos emitidos                                              | 678,783                   | 83.02                     | 600,204             | 73.41               |  |
| Abstenciones         | Abstenciones                  | Abstenciones                                                | 138,838                   | 16.98                     | 217,417             | 26.59               |  |
| Votantes registrados | Votantes registrados          | Votantes registrados                                        | 817,621                   |                           | 817,621             |                     |  |
|                      |                               |                                                             |                           |                           |                     |                     |  |
| Fuente:              |                               |                                                             |                           |                           |                     |                     |  |

### Consejo Regional de Áncash
|                        |                                                             |              |              |              |         |         |  |
| Partidos y coaliciones | Partidos y coaliciones                                      | Voto popular | Voto popular | Voto popular | Escaños | Escaños |  |
| Partidos y coaliciones | Partidos y coaliciones                                      | Votos        | %            | ±pp          | Total   | +/−     |  |
|                        | Movimiento Independiente Regional Río Santa Caudaloso (RSC) | 66,422       | 13.99        | +6.77        | 4       | +4      |  |
|                        | Movimiento Regional Ande-Mar (AM)                           | 60,733       | 12.79        | Nuevo        | 0       | ±0      |  |
|                        | Movimiento Independiente Regional Puro Áncash (MIRPA)       | 60,365       | 12.71        | +7.09        | 4       | +4      |  |
|                        | Alianza para el Progreso (APP)                              | 58,984       | 12.42        | +3.58        | 3       | +2      |  |
|                        | Movimiento Acción Nacionalista Peruano (MANPE)              | 50,137       | 10.56        | +0.83        | 3       | –2      |  |
|                        | Movimiento Regional El Maicito (EM)                         | 38,888       | 8.19         | Nuevo        | 3       | +3      |  |
|                        | Unión por el Perú (UPP)                                     | 38,166       | 8.04         | +4.22        | 4       | +2      |  |
|                        | Somos Perú (SP)                                             | 30,536       | 6.43         | +1.72        | 1       | –1      |  |
|                        | Siempre Unidos (SU)                                         | 23,275       | 4.90         | +3.91        | 1       | +1      |  |
|                        | Partido Aprista Peruano (APRA)                              | 21,140       | 4.45         | –4.90        | 0       | –1      |  |
|                        | Perú Posible (PP)                                           | 13,833       | 2.91         | –2.52        | 1       | ±0      |  |
|                        | Unión Nacionalista Ancashina (UNA)                          | 7,487        | 1.58         | Nuevo        | 0       | ±0      |  |
|                        | Perú Patria Segura (PPS)                                    | 3,302        | 0.70         | Nuevo        | 0       | ±0      |  |
|                        | Restauración Nacional (RN)                                  | 1,654        | 0.35         | –1.64        | 0       | –1      |  |
|                        |                                                             |              |              |              |         |         |  |
| Total                  | Total                                                       | 474,922      |              |              | 24      | +4      |  |
|                        |                                                             |              |              |              |         |         |  |
| Votos válidos          | Votos válidos                                               | 474,922      | 69.97        | +1.89        |         |         |  |
| Votos en blanco        | Votos en blanco                                             | 140,723      | 20.73        | +1.22        |         |         |  |
| Votos nulos            | Votos nulos                                                 | 63,138       | 9.30         | –3.11        |         |         |  |
| Votos emitidos         | Votos emitidos                                              | 678,783      | 83.02        | –3.18        |         |         |  |
| Abstenciones           | Abstenciones                                                | 138,838      | 16.98        | +3.18        |         |         |  |
| Votantes registrados   | Votantes registrados                                        | 817,621      |              |              |         |         |  |
|                        |                                                             |              |              |              |         |         |  |
| Fuente:                |                                                             |              |              |              |         |         |  |

### Autoridades electas
| Cargo                                                        | Autoridad electa | Autoridad electa            | Partido político | Partido político                                      |
| ------------------------------------------------------------ | ---------------- | --------------------------- | ---------------- | ----------------------------------------------------- |
| Presidente Regional de Áncash                                |                  | Waldo Ríos Salcedo          |                  | Movimiento Independiente Regional Puro Áncash         |
| Vicepresidente Regional de Áncash                            |                  | Enrique Vargas Barrenechea  |                  | Movimiento Independiente Regional Puro Áncash         |
| Consejera Regional de Áncash (por Aija)                      |                  | Magaly Roldán Camones       |                  | Movimiento Regional El Maicito                        |
| Consejero Regional de Áncash (por Antonio Raimondi)          |                  | Benito de la Cruz Asencios  |                  | Movimiento Independiente Regional Puro Áncash         |
| Consejero Regional de Áncash (por Asunción)                  |                  | Eduardo Bello Maquín        |                  | Alianza para el Progreso                              |
| Consejero Regional de Áncash (por Bolognesi)                 |                  | Robert Márquez Quispe       |                  | Siempre Unidos                                        |
| Consejero Regional de Áncash (por Carhuaz)                   |                  | Pedro Reyes Reyes           |                  | Movimiento Independiente Regional Río Santa Caudaloso |
| Consejero Regional de Áncash (por Carhuaz)                   |                  | Hugo Colonia Valerio        |                  | Movimiento Acción Nacionalista Peruano                |
| Consejero Regional de Áncash (por Carlos Fermín Fitzcarrald) |                  | Leoncio Espinoza Yzaguirre  |                  | Alianza para el Progreso                              |
| Consejero Regional de Áncash (por Casma)                     |                  | José Lomparte Monteza       |                  | Somos Perú                                            |
| Consejero Regional de Áncash (por Corongo)                   |                  | Ricardo Oqueña Moreno       |                  | Movimiento Independiente Regional Río Santa Caudaloso |
| Consejero Regional de Áncash (por Huaraz)                    |                  | Ángel Durán León            |                  | Movimiento Independiente Regional Puro Áncash         |
| Consejero Regional de Áncash (por Huari)                     |                  | Eleuterio Rímac Loarte      |                  | Unión por el Perú                                     |
| Consejero Regional de Áncash (por Huari)                     |                  | Toribio Salazar Garay       |                  | Movimiento Independiente Regional Puro Áncash         |
| Consejero Regional de Áncash (por Huarmey)                   |                  | Edwin Ipanaqué Hidalgo      |                  | Movimiento Independiente Regional Río Santa Caudaloso |
| Consejero Regional de Áncash (por Huaylas)                   |                  | Félix Córdova Aranda        |                  | Alianza para el Progreso                              |
| Consejera Regional de Áncash (por Huaylas)                   |                  | María Marchena Valdiviezo   |                  | Movimiento Regional El Maicito                        |
| Consejero Regional de Áncash (por Mariscal Luzuriaga)        |                  | Mario Vega Antonio          |                  | Unión por el Perú                                     |
| Consejera Regional de Áncash (por Ocros)                     |                  | Carmen Berrios Vega         |                  | Unión por el Perú                                     |
| Consejero Regional de Áncash (por Pallasca)                  |                  | Jesús Aranda Álvarez        |                  | Perú Posible                                          |
| Consejero Regional de Áncash (por Pomabamba)                 |                  | Luis Solano Sáenz           |                  | Unión por el Perú                                     |
| Consejero Regional de Áncash (por Recuay)                    |                  | Hugo Bojorquez Aramburú     |                  | Movimiento Acción Nacionalista Peruano                |
| Consejero Regional de Áncash (por Santa)                     |                  | Luis Gamarra Alor           |                  | Movimiento Independiente Regional Río Santa Caudaloso |
| Consejero Regional de Áncash (por Sihuas)                    |                  | Hermenegildo Morillo Alejos |                  | Movimiento Regional El Maicito                        |
| Consejero Regional de Áncash (por Yungay)                    |                  | Julián Huarancca Pocohuanca |                  | Movimiento Independiente Regional Puro Áncash         |
| Consejero Regional de Áncash (por Yungay)                    |                  | Pedro Izquierdo Huerta      |                  | Movimiento Acción Nacionalista Peruano                |